# 陈友谊
陈友谊（1954年12月—），安徽安庆人，中国人民解放军少将。
曾任总参情报部副部长、国防部维和办公室主任。2010年7月，晋升少将军衔。2011年12月，升任总参谋部情报部部长。